# 佐田正樹
佐田 正樹（さた まさき、1978年9月13日 - ）は、日本のお笑い芸人、俳優、YouTuber。吉本興業所属。お笑いコンビ『バッドボーイズ』のツッコミ担当。立ち位置は向かって右。
福岡県糟屋郡篠栗町出身。身長173cm、体重70kg。血液型A型。福岡第一高等学校卒業。2013年11月、「篠栗町ふるさと観光大使」に就任。

## 来歴・人物
元・福岡連合二代目総長及び暴走族「幻影」の元総長で、当時の福岡では最大勢力を誇った。かつて福岡少年鑑別所に1か月収容されていた。楽しみはビデオ鑑賞であり、この時に観た映画『ジュラシック・パーク』に衝撃を受け、現在でも最も好きな映画だという。逮捕されても高校を卒業できた理由は、親が「卒業させてほしい」と要望し、先生が鑑別所にいるということではなく、入院ということにしたためであった。
母親に泣かれたことで暴走族を引退したが、空虚感によりシンナーをしたり暴力団事務所の当番をしたりどうしようもない毎日を送っていた佐田が、担任の教師に「将来何がしたいんだ?」と訊かれ、俳優か歌手になりたいと答えると、「お前は歌手ってガラじゃないし、俳優は台詞を覚えるのが難しいから、清人とお笑いやれ」と促され、福岡第一高等学校の同級生で同じく暴走族の「福岡連合」出身の大溝清人と1997年4月に『バッドボーイズ』を結成。これらについては小学生から芸人になるまでを描いた自伝著書『デメキン』に詳しいことが書かれている。
2014年11月、黒瀬純（パンクブーブー）と共に、「篠栗町ふるさと観光大使」に就任。二人とも名の知れた暴走族であったため、町長が観光大使に任命する事にあまり乗る気ではなかったことに加えて「何か悪いことを仕出かすかもしれない」という理由で、二人揃って「観光大使は二年に一度の更新制」になっているという。
黒瀬のほか、同期にあたる入江慎也（元カラテカ）、福島善成（ガリットチュウ）、タケト（元Bコース）、レイザーラモンなどと仲が良い。また同期にあたるNSC東京校2期生とともにライブやイベントをすることもある。
また、先輩芸人にあたる浜田雅功（ダウンタウン）や博多華丸・大吉の2人、くっきー!（野性爆弾）、宮川大輔とも親交が深い。
CHAGE and ASKAのChageは高校の先輩であり、公私共に世話になっている。
2020年2月7日に自身のYouTubeチャンネル「SATAbuilder’s」にて動画を公開。総長系YouTuber作田（つくるた）としてDIYを中心とした動画をアップし人気を博している。（後述）

## エピソード
- 幼少の頃はいじめられっ子であったが、父親に映画『ビー・バップ・ハイスクール』シリーズのビデオを渡され「これを観て強くなれ」と言われる。その影響で『ビー・バップ・ハイスクール』や『特攻の拓』などのヤンキー漫画を好む。
- 中学3年生で学校の番長になり、高校2年生で福岡県最大の暴走族400人のトップに立つ[11]。
- 当時の佐田の凶悪さは、近い世代の間では地元のみならず福岡市全体に知れ渡っていた。その反面学校が大好きであり、暴走行為や夜遊びなどで欠席しているクラスメイトに対してきちんと学校に来るように促していた。校歌も大声で熱唱し、声が小さかったり不貞腐れていると佐田が怒るため、佐田の在籍するクラスは全員が校歌を熱唱していたという[12]。
- 暴走族時代、ロケットカウルを逆さまに付けたバリオスがオートバイ雑誌『チャンプロード』の表紙を飾ったことがある[13]。当時はまだ高校1年で福岡連合の総長では無かったため、「特攻隊長のマサキ君」と記載されている[14]。
- 全国ネットのニュース番組にて「福岡県警と暴走族の闘いの歴史」が特集放送された際、90年代の福岡県のニュース映像を引用した暴走族車両の中に、警察に摘発された車両として当時佐田が乗っていた「稲中卓球部仕様のXJ400」が映し出された[15]。
- 学生時代、修学旅行の当日にタクシーを破壊したことで福岡県警察に逮捕されてしまう。暴走族の総長として福岡で名を馳せていて何度も後手に回された佐田を警察署に連行した際、署内中お祭り騒ぎになったという。逮捕は二回目で、一回目の逮捕は強盗と車の盗難をしたことによってだった[16]。
- 実家は黒瀬純（パンクブーブー）の家の近所であり、歩いて3分の距離であった。黒瀬とは小学生の頃からの知り合いであり、共通点が多く、清人も黒瀬と仲が良かった。出会ったのは佐田が小学生の頃、黒瀬の弟と喧嘩して勝ち、その後、黒瀬にグラウンドに呼び出されたのが最初。また、同じ暴走族に所属していた（黒瀬が3年先輩）。当時は黒瀬が先輩であったため「黒瀬先輩」といっていたが、芸人としては同期であるため「黒瀬」と呼び捨てで呼んでいる。
- 漫画『特攻の拓』の登場人物である「一条武丸」に憧れていたために、学生時代から武丸と同じようなリーゼントをトレードマークにしていた。デビュー時から金髪で獅子を思わせるような髪型だったが、2004年から黒髪になった。2013年4月23日放送のバラエティ番組『AKBINGO!』（日本テレビ）内の企画「AKB48vs佐田正樹 5番勝負」での罰ゲームにより丸刈りになり、以降はソフトモヒカンにしている。
- 地元の柔道の大会で優勝したことがある。『虎の門』（テレビ朝日）での柔道大会に出演し、福島善成（ガリットチュウ）と対戦。追い込まれた佐田が最後にキレて、打撃禁止ルールにもかかわらず福島を故意に蹴ってしまい、反則負けになったことがある。
- 生まれてから27年間、ケンカ等で負けた事がなかったが、『やりすぎコージー』（テレビ東京）の芸人格闘王選手権で、打撃なしのグラップリングではあるもののインタビューマン山下（当時山下しげのり名義）に人生で初めて負けてセット裏で泣いた。後にトレーニングを積みリベンジを果たしたが、右足靭帯を痛め、次戦はドクターストップとなった。
- 過去の経験を活かし、少年院への慰問[17]や法務省が主催するイベント[18]に参加している。
- 『人志松本のすべらない話』（フジテレビ）第1回出演のメンバーで唯一、その後一度も出演していない[注 2]。また、後に同番組がDVD化され大ヒットしたことや、他の出演メンバー千原ジュニア（千原兄弟）、ほっしゃん。、宮川大輔、河本準一（次長課長）がフリートークに定評のある芸人としてブレイクしたことを挙げ、「お笑いブームに乗れていない」「ブレイクチャンスを逃した」と何度か自虐ネタにしている。
- 2007年1月3日放送のバラエティ番組『スイッチ!』（TBSテレビ）において、11年交際していた彼女にプロポーズ。そして同年4月15日に婚姻届を提出。その後ゴルフを始めた。現時点での最高スコアは111。
- 2013年4月23日放送の『AKBINGO!』（日本テレビ）の企画「AKB48vs佐田正樹 5番勝負」で負けたらトレンドマークのリーゼントを断髪するという公約をし、勝負に挑むも敗れ、結果坊主になったがとある理由でオンエアが予定より3ヶ月先となった。そのためその3ヶ月間は15万円のリーゼントのカツラを用意されて放送するまで被ることになった。
- 愛車は、KHC130型ローレルSGX（1976年式）（「ブタケツローレル）[11][4]、エンジンはL20E型から1994年式RB20型（ターボ）に換装、エアコン・パワステ完備、シートはノーマル[11] 。カーナビも取り付けている。ビデオオプションの企画で知り合った名古屋の「ロッキーオート」から300万円の所を200万円で購入した[19]。自身のYouTubeチャンネルにもよく登場する。
- YouTubeの企画で、高校時代の愛車でもあったヤマハ・XJ400Dを入手し、カスタムを始めている。また、「STAR ROAD」の社長よりZ750FXを入手し、こちらもカスタムを始めている。第3章と称し3台目のバイクとしてカワサキ350SSを購入した。
- 同じくYouTubeの企画で大手ホイールメーカー「WORK」を訪れた際、すぐ近くに「ハヤシレーシング」があるため案内をしてもらったところ、そこで見つけたマツダ・シャンテを即決購入した[20]。
- DIYが得意であり、『大改造!!劇的ビフォーアフター』（テレビ朝日）では相方である大溝の実家のリフォームを手伝っている。また、DIY関係でテレビ番組への出演もある。
- ソフビ（ソフトビニール人形）や塊根植物の収集、金魚やメダカの飼育などが趣味である。
- 甘党であり『アメトーーク!』（テレビ朝日）の「芝田山親方＆スイーツ芸人」に出演している。
- 閉所恐怖症[21]。原因は脳梗塞で入院[22] した際のMRI検査時、ふと目を開いたときにあまりの狭さと轟音に衝撃を受け、大きなトラウマとして植え付けられてしまった為と動画内で語っている。九州へ仕事に行くための飛行機内でそのトラウマがフラッシュバックしてしまい過呼吸となり、仕事をドタキャンした[21]。

## YouTuber「SATAbuilder's」
2020年2月7日、自動車やバイク、オリジナル家具などを始めとしたDIY系のYouTuberとして『SATAbuilder’s』というチャンネルを開設。かねてより知人の職人らと「佐田工務店（SATAWORKS）」というグループを結成しており、リノベーション施工実績があるほか、「第18回ホビー産業大賞 経済産業省 製造産業局長賞」を受賞したこともあるなどの活動を行っている。その経緯もあり、お揃いの作業服を着て動画内に登場する仲間たちは「佐田工務店」のメンバーでもある。YouTube内では本名の「佐田正樹」ではなく「作田晴男」として活動をしており、2021年6月より「ブルースカイ」というミドルネームが追加された。外の天気によっては「作田雨男」「レーサー作田」等、名前が変化する時もある。自身を「HANSHA」や「キチガイ」「野良芸人」と名乗ることもあり、特に「HANSHA」は動画内で非常によく使われるフレーズとして、LINEスタンプやオリジナルキャップにも刺繍で記載されている。
何かしらの行動を起こす時は、作田にもじって「○○田」とテロップが出るほか、作田が共演者らにツッコむ際は映画『キル・ビル』のテーマである「BATTLE WITHOUT HONOR OR HUMANITY」が流れ始めて「○○殴」と表示される。
テレビでは制限されているような下ネタやブラックジョークも多く、作田本人は「子供と一緒に視聴しないように」と動画内で語っている。視聴者の95％以上が男性であり、チャンネル登録方法が分からない中高年視聴者も多く、登録者数にあまり反映されていないという。アベレージ再生回数は100万回近くを誇り、登録者数よりも平均再生回数の方が大幅に上回っている珍しい例でもある。
愛車の「C130型 NISSAN LAUREL SGX 」（通称:ブタケツローレル / 棺桶ローレル）などの自動車をカスタムする際は、自動車雑誌『Option』及びビデオオプションの企画で知り合った東京都江戸川区にある旧車チューニングメーカー「STAR ROAD」で行われることが多い。愛車の「XJ400D」や「Z750FX」などのバイクをカスタムする際は、神奈川県相模原市にある「COAST LINE」で行われることが多い。専門用語が多く登場する自動車やバイクの回は、宇野ディレクター（カメラマン兼任）が話についていくことが出来ず、共演者からもツッコまれる事がある。
テーマソングはカルメラの西崎ゴウシ伝説が作曲及び編曲を担当し、作田本人が歌っている。その際、愛車の「ブタケツローレル」がコインパーキングで亀の子状態になってしまい、西崎ゴウシ伝説も救出作業に加わる事になってしまった経緯がある。
高校時代の愛車でもあったXJ400Dを手に入れてカスタムをし始めた頃、作田の勘違いにより「サイドミラーを片側にしか着けていなかった」ことが法改正による道路交通法違反に当たる事が指摘されたため、合計で数千万回再生されていた関連する複数の動画を非公開とした事がある。その際、不正改造車は良くない事を啓発する事も兼ねて「失敗系YouTuber」として謝罪動画を出している。
2021年11月16日より、動画内のジングルおよびアイキャッチが変更となった。作成者は現在リズムプランナーとして活動している永井佑一郎。かつて作田と共に「まあちょんポン」という一発ギャグを作成しており、それをモチーフにしている。
動画の中心はDIYやバイク・自動車関連だが、ミニ四駆や塊根植物など多趣味な作田を垣間観れる動画も増えている。
2021年12月末に体調不良(後に脳梗塞であったと語っている)で入院しそれを機会に大好きであったタバコを辞めた。現在は「禁煙パイポ」を愛用しており、パイポの事を「カリカリポリポリ」と呼んでいる。また、入院中に「350SS」のエンブレムとガソリンが何者かによって盗まれてしまった。
2023年、不倫及び隠し子騒動の影響で謝罪動画以外の通常動画が1カ月ほど更新されることが無かったが、5月20日に動画が更新され、全ての問題が片付いた事と「宇野ディレクターの右足の小指の間の臭いを嗅ぐ」という強烈な罰を受けて再出発する事となった。

### レギュラーメンバー

#### メインMC
- 作田“ブルースカイ”晴男 - 佐田正樹の活動名。「作田」の名前は宇野考案。「佐田正樹」→「作田正樹」→「作田晴男」→「作田“ブルースカイ”晴男」と改名した。現在の愛車は「XJ400D」「Z750FX」「350SS」「XJ550」と複数台の原付、そして「C130型ローレルSGX」と「マツダ・シャンテ」。雨天になった場合は、晴男の代わりに「レイニーブルー雨男」という礼儀正しい弟が出現する。台風が直撃した際は「ハリケーン風男」というレアキャラが登場する。相当な腕力と握力を持っており、宇野からは時よりゴリラ扱いされる事がある。
- 宇野慎也 - ディレクターとカメラマンを兼任。遅刻癖があり、作田に鋭いツッコミを入れた際の殴られ役でもある。作田とは『AKBINGO!』以来十余年の付き合いがある。動画内で太った体格と車、バイクの知識が無い事から作田に付けられたあだ名は「無知ムチ男」。食事前に内臓脂肪を下げる漢方薬を服薬し作田に突っ込まれている。自動車やバイクに興味が無かったが、作田と行動を共にするにつれて興味が沸き、普通二輪免許を取得しただけでなく独立祝いとして佐田がイトウさんから購入した「CM400T」が横兄たちの整備を終え先日ついに納車された。その後は大型二輪免許と国際運転免許証を取得しており、ポルトガル遠征の際はカメラマンでなく、作田と一緒にツーリングをしている。

#### 佐田工務店
- 作本 作二（つくりもと つくし） - 本名は「杉本顕二」。金属加工のプロフェッショナルであり、武蔵村山市で「LIZE WORKS」という家具製作のショップを経営している。今や佐田工務店だけでなく「COAST LINE」でのカスタムにも欠かせない存在となっている。愛車はカスタムされた「スズキ・GS400」。
- 作（つくる） - 名前の由来は本名の「つばさ」から。本業は空調設備および電気関係であり、配線関係のプロフェッショナル。マスキングや塗装に関しても非常にレベルが高い。佐田工務店一のイエスマン。愛車は自家塗装された「スズキ・GSX400E（逆輸入車のため名称はGSX400S）」。
- 作原 作（つくりばら つくる） - 名前の由来は本名の「江原修」から。エイジング加工のプロフェッショナルであり、作田の師匠。サイコパス疑惑があり「サイコ原」の別名もある。「GALLUP」というショップのスタッフ。愛車は欧州仕様の「ホンダ・CB400N」。
- アベちゃん - 作田の知人であり、ヒロシ宅リノベーションシリーズより参加。大工歴20年以上の職人であり、あらゆる建築作業で抜群の能力を披露し、左官や塗装までこなしてしまう。
- 山田芳照 - 動画内では名前が出た程度ではあるが、作田および佐田工務店全体の師匠的立場であり、佐田工務店の「首領」。DIY業界の第一人者としても有名な人物。

#### 自動車関連
- 社長 - 本名は「井上正嗣」。旧車専門店「STAR ROAD」社長その人であり、自動車業界では著名な人物でもある。愛車はオレンジ色の「S30型フェアレディZ」。作田とは仲の良い兄弟のような旧知の間柄であり、動画内でもよくじゃれ合っている。放屁癖があるためそれをネタにされたり、キムタクを言い間違えた「キムタケ」や「アウトレイジの椎名桔平」と呼ばれる事もある。
- テツさん - 「STAR ROAD」の整備士。作田への整備指導をしているほか、作田が不可能な本格的整備もあっという間にこなしてしまう。カラオケではB'zを熱唱し、作田曰く相当上手いとの事。

#### バイク関連
- 横兄（よこにい） - 本名は「横畑卓志」。バイクショップ「COAST LINE」社長。レアパーツを豊富に保持しており、知識量も膨大でみんなの頼れる兄貴分だが下兄には冷たい一面がある。暴走族上がりでもある売らないバイク屋。現役の頃はオートバイ雑誌『チャンプロード』に何度も掲載されており、珍妙な通り名を掲げていた。最近は加齢もあり、「横爺（よこじい）」と呼ばれることもある。
- 下兄（しもにー） - 作田と同郷の先輩芸人であり、「パタパタママ」というお笑いコンビを組んでいる。スキンヘッドである事から、「金玉」と呼ばれることもある。愛車は「CB750K」。新宿駅南口で『新宿251』という飲食店を2021年11月末にオープンさせた。
- ダイちゃん - バイクシリーズの「縁の下の力持ち」ポジションであり、複数の飲食店を経営している。勉学のためとして、宇野に『特攻の拓』を全巻プレゼントした。愛車は白の「CB750FOUR」。また、青の「スズキ・GSX400E」を静岡の未確認の舎弟のところで購入している。

- キクチウソツカナイ。 - 作田の後輩芸人であり、現在はピン芸人として活動している。優等生や優良ライダーと呼ばれており、愛車はノーマルの「CB750FOUR」と「CBX550F」。磨きと収納の腕前はプロ級で横兄の右腕的存在。特徴的な芸名のため、何かしらの行動をする際は自身の芸名を弄られる。

### 準レギュラーメンバー

#### 佐田工務店
- 武井ドンゲバビー - 作田の後輩芸人で元太田プロダクション所属。佐田工務店ではアルバイト扱いのため、お揃いのツナギではない。佐田工務店シリーズでは準レギュラーとして登場し、立ち位置は弄られ役。愛車は佐田工務店でエイジング加工された「トヨタ・ヴォクシー」と、昔からの憧れであった「ホンダ・スティード」。
- 重岡謙作 - お笑いコンビ『ラフ・コントロール』のボケ担当。元ヤクザであり、作田とは少年鑑別所で同部屋だったこともある。現在は副業としてエアコン清掃業も経営している。
- ヒロシ - 福岡吉本時代の作田の先輩芸人であり、「ソロキャンプ」を世間に広めた登録者100万人超の大物Youtuberでもある。購入した中古の一軒家を佐田工務店にリノベーションの依頼を行った。
- ロバート馬場 - 作田基地の塗装をお手伝いしにきており、横兄のお店で「Z1-R」を購入している[33]。

#### 自動車関連
- カーボン先輩 - 「社長」の知人で来店していた一般客であったが、カーボンシートの貼付けが本業上プロレベルだったため名づけられた。ヒロシ宅リノベーションでも手伝いに来ている。
- キャブ仙人 - 通称「アミさん」。井上社長と旧知の仲である流れの路上整備士。「ニッサン・バネット」の中にギッシリと工具が積まれており、無茶苦茶な方法であっという間にクレージュタクトを修理してしまった。
- 梶脇課長 - 世界的に有名な切削工具企業である「ツボサン」の課長。広島から井上社長の元へたまたま訪れていた。ツボサンヤスリを使う際に、作田が「梶脇～！」と言うのがお約束。
- 高野倉社長 - 工具専門店「ファクトリーギア」の社長。本人が居ない場合は「高野倉」と呼び捨てにされるが、作田曰く「しこ名」と同じとの事。作田の欲しい工具をピンポイントで紹介するため「罠野倉」と呼ばれる事もある。買い物かごも一杯になってしまうため、宇野からは「カモバッグ」と呼ばれる。
- 監督 - レーシングドライバーの飯田章。作田がサーキットを走る際に監督を務めた。作田がレーシングチームを作った場合は監督になることを約束している。動画に登場する際は、「アキラ100%」にかけた名称で弄られることもある。
- 先生 - レーシングドライバーの木下みつひろ。作田や井上社長のレースの講師をしている。木下の指導方法が上手い事と作田のドライビングセンスの良さも噛み合い、井上社長も驚くほどの成長を遂げた。
- 世界の新井 - ラリーストの新井敏弘。作田とはかつてV-OPTで共演したことがある。「群サイ」で走行した際、助手席に乗っていた作田と宇野を嘔吐させてしまった。
- ほらほうよ - 愛媛を中心とした旧車グループ「菊紋レーシング」の事。ブタケツローレルのフロントガラスが全損した際、様々な助けもあって今日の今日で修理を完了させた。
- 稲田大二郎 - 自動車雑誌『Option』やビデオオプションの初代編集長であり、東京オートサロンや全日本プロドリフト選手権の発起人でもある自動車業界のレジェンド。日本国内のクルマ好きの間では知らない者は居ないほどの有名人なため、作田らと訪れたマレーシアでも人気は健在であった。
- ボタギヌジャン - 作田の親戚である「モトアキ兄ちゃん」の事。由来は宇野の聞き間違いから。かつてはプロレーサーを本業としており、「全日本F2選手権」に参戦して勝利した事もあるという。作田に自動車やバイクの楽しさを教えた人物であり、明るい性格も作田と似ている。

#### バイク関連
- 藤森慎吾 - 作田とコラボをする場合は「子分系Youtuber」を自負し、作田に心酔しているためツーリングの際は同じ行動をするクセがある。愛車は398ccの「CB400FOUR」とザッパーの愛称で知られる「Z650」[34]であったが2024年の結婚を機に手放している。
- 大溝清人 - 作田の相方であり、バッドボーイズのボケ担当。暴走族時代に共同危険行為で普通自動二輪免許の取り消しを喰らっており、紆余曲折を経て免許を再取得。作田からのプレゼントとして、当時の愛車でもある「XJR400」が納車された。バイク関連以外でも、様々なコラボで動画内に登場している。
- 熊沢社長 - 横兄が原付などを仕入れる業者の社長。エアガンのカスタムなども請け負っており、その作業部屋は作田曰く「ディズニーランド」。警察のガサ入れが来たこともあるという。YouTubeチャンネルのOPが特徴的なため、作田はその楽曲を着信音にしている。
- 竹若元博 - 作田の先輩芸人でバッファロー五郎のボケ担当。「レン耐」で監督兼チームリーダーを務めた。几帳面な性格であるが、作田に対してはどんな事でも承認してしまうなど非常に甘い。
- 黒瀬純 - 作田の同郷の先輩（芸歴では同期）で、お笑いコンビ『パンクブーブー』のツッコミ担当。作田と共に岐阜を訪れ、ひと悶着あったものの無事に「Z750GP」の新車を手に入れた。二台目の愛車は、藤森慎吾（オリエンタルラジオ）とは同じ名前のバイクだが排気量408ccの「CB400FOUR」[34]。風俗関係や下ネタ関係の話題の際は、「黒瀬先輩から聞いた話」として処理される。
- むっちゃん - 岐阜在住で作田と同い年。元バイク屋で現在はパン屋の社長。愛車は「フェラーリ・458スパイダー」。
- としひこくん - むっちゃんの1歳後輩で本業は塗装業。愛車は「ハコスカ」の愛称で知られる「C10型スカイライン」の他、複数台のバイクを所有。作田のXJを作った張本人で昭和チックなノリの人物。のりぴーグッズを多数所有。

- なっちゃん - としひこくんの再婚相手。20代前半と若いが愛車は「ブタ目」の愛称で知られる「トヨタ・マークⅡ（三代目）」。写真撮影に拘りがあり、ついたあだ名は「篠山なつき」。

- 小林先輩 - 大柄で強面だが甘いコーヒーとIQOSをこよなく愛する。自宅に大きいガレージがありバイクや車だけでなく船も所有している。妻は若干鬼ハンの入った「Z550FX」に乗っている。
- イトウさん - 横兄と同様に、パーツを売らないバイク屋さんで倉庫には車体以外にもレアパーツが多数ある。

#### ソフトビニール関連
- 井上聡（次長課長） - 作田と同じくソフトビニール人形のコレクターであり、作田が大金を叩いて購入しようとする所でストッパーの役割を果たしている。ルミネtheよしもとの出番が一緒の時が多く、出番終わりにソフビショップへ繰り出すことも多いという。作田基地に置いてある「ウルトラマンの店頭用人形」を購入する際も後押しをした。そして彼らがよく尋ねる玩具店「さあどあんくる」の店主（秋葉秀俊）のものまね「冬葉さん」が視聴者から人気である。

#### 植物関連
- ハザマ陽平 - 作田の後輩芸人であり、お笑いコンビ「イシバシハザマ」のツッコミ担当。作田と同様に非常に植物に詳しく、植物に興味の無い宇野が作田からツッコまれる際の防波堤のような役割をしている。コーヒーへの造詣も深く、それも高じて「BAR830」という飲食店も経営している。

#### アート関連
- 大平龍一 - 国内屈指の彫刻家・現代美術家であり作田のチェンソーアートの先生。東京芸術大学在学中に数々の賞を受賞し、同校大学院にて博士号を取得した経歴を持つ。作田はファッションリーダーとしても紹介。寅壱の超超ロングにプラダを合わせる人物。ソフトビニール人形「ソフビップル」の作者。作田と同じブタケツローレルSGXに乗っている。

#### アメリカントイズ（アメトイ）関連
- 大川知英 - お笑いトリオ「ニブンノゴ！」の大ボケ担当。作田とは同期で同い年のため非常に仲が良い。アメリカ発祥の数々のおもちゃや企業商品を大量に所有しており、アメトイを置くために専用倉庫を借りている。倉庫内の雰囲気やセンスの良さに関しては作田も羨ましがるほど。「SATAbuilder's」の影響でスズキ・GS1000を購入し、倉庫内に飾っている。

## 出演番組
コンビ出演についてはこちらを参照。

### テレビ
レギュラー
- ド短期ツメコミ教育!豪腕!コーチング!!（テレビ東京、2006年4月 - 2007年9月）
- ピラメキーノ（テレビ東京、2011年 - 2012年）ミステリー生物調査隊 コーナー担当
- 俺たちバカ社長（テレビ埼玉、2015年6月6日 - 11月）

不定期
- 浜ちゃんが!（読売テレビ）- 月に1回程度サブMCとして出演。
- せとチャレ!STU48（広島ホームテレビ、2017年）月替わりゲストMC

### ネット配信
- 戦闘車（2017年10月6日 - 27日、Amazonプライム・ビデオ）[35]

### ラジオ
- AVALON (ラジオ番組)（J-WAVE 2018年2月2日）ゲスト
- Chageの音道（JFN系列局、2018年12月1日）

### テレビドラマ
- 永沢君（TBSテレビ、2013年） - 境君 役
- You May Dream （NHK総合、2018年9月24日） - 銀天街の魚屋店主・シゲ 役
- ドロップ（WOWOW、2023年6月2日 - 8月4日）- ゲーセンの店長 役[36]

### CM
- 『淡麗極上〈生〉』淡麗侍シリーズ[37]
- 『ジョーカー～ギャングロード～』福岡限定CM
- 『ブラック・アンド・デッカー』

### 舞台
- デッド・オア・アライブ・オア・アルバイト（2014年）
- ひまわり（2015年）
- バッドボーイズ佐田正樹「ひとり芝居」（2016年 - ）
- Takayuki Suzui Project Vol.5 OOPARTS「リ・リ・リストラ～仁義ある戦い・ハンバーガー代理戦争」（2019年8月 - 9月）

### 映画
- M-1グランプリへの道 まっすぐいこおぜ!（2004年、シネマ・パラダイス）主演 - 磯田真之介 役
- くれないの盃（エム・エフボックス） - 雷轟一家若頭補佐・柿崎 役
  - くれないの盃 前編（2008年10月4日）
  - くれないの盃 完結編（2008年10月11日）
- 湾岸ミッドナイト THE MOVIE（2009年、ジョリー・ロジャー）- 高橋功太 役
- ララピポ（2009年2月7日、日活）
- ゲバルト（オールインエンタテイメント）- 喫茶店のマスター 役
  - ゲバルト（2013年11月30日）
  - ゲバルト2（2014年）
- 想い出の中で（2015年、島ぜんぶでおーきな祭〈第7回沖縄国際映画祭〉出品作品） - 主人公の元恋人 役

### Vシネマ
- 我王伝 第一章 第二章 最終章（2018年）全3作 - 中宮組若頭補佐 田浦仁 役
- ギャングシティ 大阪黙示録（2018年）全2作 - アラガキブラザーズ兄(バトルファミリー) 役
- 覇者の掟 第一章 第二章（2018年） - 竜仁会山際組組員 役
- 日本抗争烈島 三極志1,2（2019年） - 記者 役
- 日本極道戦争 第一章 第二章（2019年） - 片島(28年前回想シーン 二代目神征会酒井組若頭) 役
- 疵と掟5（2019年） - 元 中浜組組員 役
- 織田同志会 織田征仁 第四章 第五章 第六章 第七章 第八章（2020年 - 2021年） - 元・富士見会若頭補佐→織田同志会構成員 柳慎吾（織田征仁の幼馴染） 役

### インターネット配信
- K-1 WORLD GP事前番組（AbemaTV 2016年 - 不定期）
- 戦闘車シーズン1（Amazonプライム・ビデオ 2017年10月6日 - ）
- 戦闘車シーズン2（Amazonプライム・ビデオ 2018年11月9日 - ）
- 街録ch〜あなたの人生、教えて下さい〜（YouTube番組、2021年）

## 書籍
- デメキン (小説) （ワニブックス版、2009年9月 / デメキン文庫版 幻冬舎よしもと文庫、2017年10月）
- デメキン (漫画) （ヤングチャンピオンコミックス版、2010年3月 / ヤングチャンピオン、秋田書店、2009年10月27日発売の22号から連載）
- みんな十四歳だった！よしもと芸人が語る、何者でもなかった『あの頃』の話（新潮ムック、2012年9月）[38]